# 마누엘 부이사

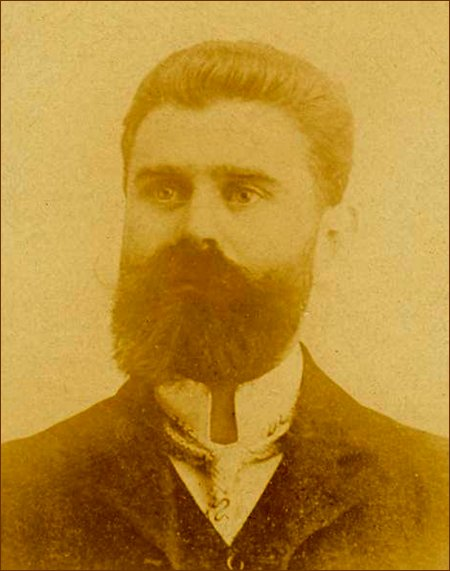
마누엘 부이사

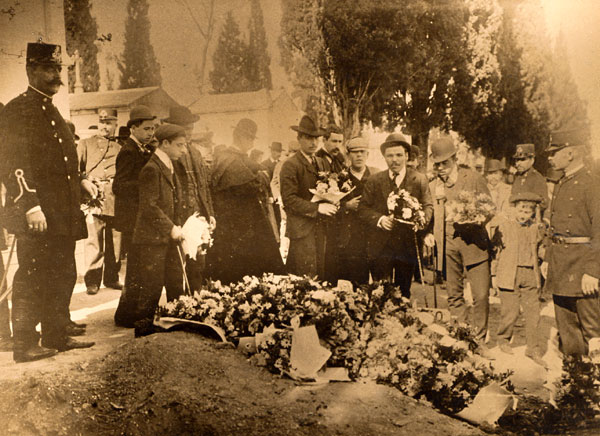
알프레두 루이스 다 코스타와 마누엘 부이사의 무덤에 헌화하는 조문객들 (1908년 8월 촬영)

마누엘 두스 헤이스 다 실바 부이사(포르투갈어: Manuel dos Reis da Silva Buíça, 1876년 12월 30일 ~ 1908년 2월 1일)는 포르투갈의 공화주의자, 교육자이다.

## 생애
노르트 지방에 위치한 발파수스(Valpaços)에서 비냐이스(Vinhais) 주교로 근무하던 아빌리우 다 실바 부이사(Abílio da Silva Buíça)와 마리아 바호주(Maria Barroso) 부부의 아들로 태어났다. 브라간사에서 기병 중사로 복무했지만 여러 차례에 걸친 규정 위반, 3차례에 걸친 징계를 받기도 했다. 군대에서 제대한 이후에는 국립학교에서 음악, 프랑스어를 전공했고 나중에 학교 교사로 근무하게 된다.
1908년 1월 28일에는 리스본에 위치한 시립 도서관 엘리베이터에서 공화주의 단체들과 함께 주앙 프랑쿠(João Franco) 총리에 반대하는 쿠데타를 시도했지만 정부군의 방해로 인해 무산되고 만다. 이 과정에서 쿠데타를 시도하던 공화주의 인사들이 경찰에 의해 체포되었는데 알프레두 루이스 다 코스타와 마누엘 부이사는 현장을 탈출했기 때문에 체포되지 않았다.
1908년 2월 1일 포르투갈의 카를루스 국왕과 그의 일가족(왕비 아멜리 도를레앙, 장남 루이스 필리프 드 포르투갈 왕세자, 차남 마누엘 2세 왕자) 일행이 리스본에 위치한 코메르시우 광장에서 마차를 타고 행차하던 도중에 알프레두 루이스 다 코스타와 함께 카를루스 국왕과 루이스 필리프 드 포르투갈 왕세자를 권총으로 저격하여 암살했다. 알프레두 루이스 다 코스타와 마누엘 부이사는 현장에 있던 경찰이 쏜 권총에 맞아 사망했다.